# Magdalena
Magdalena ist ein weiblicher Vorname.

## Herkunft und Bedeutung
Der Name Magdalena entstand als Latinisierung aus dem altgriechischen Μαγδαληνή Magdalēnē, was im Neuen Testament den Beinamen der Maria von Magdala darstellt. Mit seiner Bedeutung „die Magdalenerin“ verweist er vermutlich auf den Ort Magdala. Dabei handelt es sich vermutlich um die gräzisierte Form von מִגְדָּל migdāl „Turm“.

## Verbreitung

### International
Der Name Magdalena ist heute vor allem in Österreich (Rang 21, Stand 2020), Chile (Rang 36, Stand 2014) und Kroatien (Rang 32, Stand 2021) verbreitet. Auch in Tschechien gehört der Name seit fast 100 Jahren zu den 100 beliebtesten Mädchennamen, wird jedoch seit den 1980er Jahren häufiger in der Schreibweise Magdaléna vergeben.
Gehörte der Name in Polen zu Beginn des Jahrtausends noch zu den 20 beliebtesten Mädchennamen des Landes, wurde er in den vergangenen Jahren immer seltener vergeben. Mit Rang 49 gehört er jedoch nach wie vor zu den 50 beliebtesten Mädchennamen (Stand 2021). Auch in Spanien ließ die Popularität des Namens nach, jedoch weitaus stärker als in Polen. Im Jahr 1920 stand Magdalena auf Rang 53 der beliebtesten Mädchennamen in Spanien. Heute wird er nur noch äußerst selten vergeben.

### Deutschland
In Deutschland ist Magdalena ein relativ zeitloser Name. Bereits zu Beginn des 20. Jahrhunderts war er relativ beliebt. Im Laufe der Jahre wurde er seltener vergeben, war jedoch lediglich in den 1960er Jahren völlig außer Mode. Zu Beginn der 1970er Jahre erlebte er einen rapiden Aufstieg in den Vornamenscharts. Seitdem wird er – mit Ausnahme weniger Jahre zu Beginn des neuen Jahrtausends – regelmäßig vergeben. Im Jahr 2021 belegte der Name Rang 99 in den Vornamenscharts. Der Name ist insbesondere in Bayern beliebt.

## Varianten
- Bulgarisch: Магдалена Magdalena, Магдалина Magdalina
- Dänisch:
  - Diminutiv: Lena, Magda, Malene
- Deutsch: Magdalene
  - Diminutiv: Alena, Lena, Lene, Leni, Magda
- Englisch: Madalyn, Madeleine, Madelina, Madeline, Madelyn, Madoline, Magdalen
  - Irisch: Madailéin
  - Diminutiv: Lena, Maddie, Maddy
- Finnisch: Matleena
  - Diminutiv: Leena
- Französisch: Madeleine, Madeline, Magali, Magalie
  - Diminutiv: Madelon
- Griechisch: Μαγδαληνή Magdalini
  - Altgriechisch: Μαγδαληνή Magdalēnē
  - Diminutiv: Λένα Lena, Μάγδα Magda
- Italienisch: Maddalena
- Kroatisch: 
  - Diminutiv: Magda, Majda, Manda, Mandica
- Latein: Magdalene
  - Diminutiv: Lena
- Mazedonisch: Магдалена Magdalena
- Norwegisch:
  - Diminutiv: Lena, Linn, Magda, Malene, Malin
- Polnisch:
  - Diminutiv: Lena, Magda, Madzia, Magdusia
- Portugiesisch: Madalena
- Rumänisch: Mădălina
  - Diminutiv: Magda
- Schwedisch: Madeleine
  - Diminutiv: Lena, Linn, Magda, Malena, Malin
- Serbisch: Магдалена Magdalena
  - Diminutiv: Манда Manda
- Slowakisch: Magdaléna
  - Diminutiv: Alena, Lenka, Magda
- Slowenisch:
  - Diminutiv: Alena, Alenka, Magda, Majda
- Sorbisch: Madlena, Madleńka
- Spanisch: Magaly
  - Baskisch: Maialen
  - Okzitanisch: Magali
  - Diminutiv: Malena
- Tschechisch: Magdaléna, Mahulena
  - Diminutiv: Alena, Lenka, Madlenka, Magda
- Ukrainisch: Магдалена Mahdalena
- Ungarisch: Magdaléna, Magdolna
  - Diminutiv: Léna, Magda, Magdi

## Namenstag
Namenstage sind:
- 25. Mai: nach Maria Magdalena de Pazzi[12]
- 22. Juli: nach Maria Magdalena[12]

## Bekannte Namensträgerinnen

### Vorname

#### Magdalena
- Magdalena Abakanowicz (1930–2017), polnische bildende Künstlerin
- Magdalena Andersson (* 1967), schwedische Politikerin
- Magdalena Sophie Barat (1779–1865), Ordensgründerin
- Magdalena von Bayern (1388–1410), Tochter Herzogs Friedrich von Bayern-Landshut
- Magdalena Brzeska (* 1978), polnisch-deutsche Turnerin
- Magdalena Chojnacka (* 1975), polnische DJ
- Magdalena Eriksson (* 1993), schwedische Fußballspielerin
- Magdalena Forsberg (* 1967), schwedische Biathletin
- Magdalena Fręch (* 1997), polnische Tennisspielerin
- Magdalena Götz (* 1962), deutsche Neurobiologin und Hochschullehrerin
- Magdalena Heymair (* etwa 1535; † nach 1586), deutsche Pädagogin und evangelische Kirchenlied-Dichterin
- Magdalena Iljans (* 1969), schwedische Freestyle-Skierin
- Magdalena Jetelová (* 1946), tschechische Bildhauerin und Fotografin
- Magdalena Karčiauskienė (1919–2011), litauische Pädagogin, Professorin
- Magdalena Kožená (* 1973), tschechische Opernsängerin
- Magdalena Łapaj (* 1988), polnische Saxophonistin
- Magdalena Lauritsch (* 1988), österreichische Filmregisseurin und Drehbuchautorin
- Magdalena Lenz (* 1988), polnische Duathletin und Triathletin, Ironman-Siegerin
- Magdalena Łuczak (* 2001), polnische Skirennläuferin
- Magdalena Maleeva (* 1975), bulgarische Tennisspielerin
- Magdalena Martullo-Blocher (* 1969), Schweizer Unternehmerin und Politikerin
- Magdalena Matschina (* 2005), deutsche Rennrodlerin
- Magdalena Müller (1941–2004), deutsche Journalistin und Fernsehmoderatorin
- Magdalena Neuner (* 1987), deutsche Biathletin
- Magdalena Ogórek (* 1979), polnische Politikerin
- Magdalena Pietersz (* vor 1560–nach 1592), niederländische Malerin
- Magdalena Pöschl (* 1970), österreichische Rechtswissenschaftlerin und Universitätsprofessorin
- Magdalena Ritter (* 1957), deutsche Schauspielerin
- Magdalena von Rudy (* 1973), polnische Künstlerin
- Magdalena Rukavina (* 2005), österreichische Fußballspielerin
- Magdalena Solomun (* 1984), deutsche Musikproduzentin und DJ
- Magdalena Steinlein (* 1985), deutsche Schauspielerin
- Magdalena Strompach (1919–1988), slowakische Malerin, Restauratorin und Pädagogin
- Magdalena Szaj (* 1995), polnische Fußballnationalspielerin
- Magdalena Tulli (* 1955), polnische Schriftstellerin
- Magdalena Turba (* 1983), deutsche Synchronsprecherin
- Magdalena Wagnerová (* 1960), tschechische Schriftstellerin, Drehbuchautorin und Redakteurin
- Magdalena Zawada (* 1985), polnische Naturbahnrodlerin

#### Magdalene
- Magdalene von Bayern (1587–1628), Tochter Herzogs Wilhelm V. von Bayern, Pfalzgräfin von Neuburg und Herzogin von Jülich-Berg
- Magdalene Bußmann (* 1946), deutsche katholische Theologin und Kirchenhistorikerin
- Magdalene Heuvelmann (* 1959), deutsche Historikerin
- Magdalene  Kreßner (1899–1975), deutsche Bildhauerin
- Magdalene Pauli (1875–1970), deutsche Schriftstellerin
- Magdalene Schoch (1897–1987), deutsche Juristin, 1932 als erste Frau in Deutschland in den Rechtswissenschaften habilitiert
- Magdalene Schweizer (1858–1923), deutsche Kunsthandwerkerin und Zeichenlehrerin
- Magdalene von Tiling (1877–1974), deutsche Religionspädagogin und Politikerin

#### Magdalen
- Magdalen Nabb (1947–2007), britische Schriftstellerin

#### Magda
- Magda Apanowicz (* 1985), kanadische Schauspielerin polnischer Abstammung
- Magda Bäumken (1890–1959), deutsche Volksschauspielerin
- Magda Goebbels (1901–1945), Ehefrau von Joseph Goebbels
- Magda Kašpárková (* 1997), tschechische Handballspielerin
- Magda Kröner, (1854–1935), deutsche Malerin des Naturalismus
- Magda Linette (* 1992), polnische Tennisspielerin
- Magda Schneider (1909–1996), deutsche Schauspielerin
- Magda Staudinger (1902–1997), lettische Biologin und Botanikerin, Mitarbeiterin und Ehefrau von Hermann Staudinger
- Magda Szabó (1917–2007), ungarische Schriftstellerin
- Magda Szubanski (* 1961), australische Schauspielerin, Komikerin und Autorin
- Magda Teter (* 1970), polnische Historikerin für frühneuzeitliche Geschichte mit dem Forschungsschwerpunkt Jüdische Geschichte
- Magda Trott (1880–1945), deutsche Schriftstellerin und Frauenrechtlerin

### Familienname
- Enrique Miret Magdalena (1914–2009), spanischer Theologe und Kirchenkritiker

### Adlige
- Magdalene von Sachsen (1507–1534), Gemahlin von Joachim II. von Brandenburg
- Erzherzogin Magdalena von Österreich (1532–1590), Gründerin und Fürstäbtissin des Damenstifts in Hall in Tirol
- Magdalena zur Lippe (1552–1587), durch Heirat die erste Landgräfin von Hessen-Darmstadt
- Magdalena von Wied-Runkel († 1572), Äbtissin im Stift Nottuln und Stift Elten
- Magdalena Sibylle von Preußen (1586–1659), Tochter von Albrecht Friedrich von Preußen
- Magdalene von Hessen-Kassel (1611–1671), Prinzessin von Hessen-Kassel und durch Heirat Altgräfin zu Salm-Reifferscheid
- Magdalena Sibylle von Brandenburg-Bayreuth (1612–1687), Tochter von Christian von Brandenburg-Bayreuth
- Magdalena Sibylle von Sachsen (1617–1668), Herzogin von Sachsen-Altenburg
- Magdalena Sibylla von Sachsen-Weißenfels (1648–1681), Herzogin von Sachsen-Gotha-Altenburg
- Magdalena Sibylla von Hessen-Darmstadt (1652–1712), verheiratet mit Wilhelm Ludwig von Württemberg
- Magdalena Sibylla von Sachsen-Weißenfels (1673–1726), Herzogin von Sachsen-Eisenach
- Magdalena Augusta von Anhalt-Zerbst (1679–1740), Herzogin von Sachsen-Gotha-Altenburg

### Gestalten der Literatur
- Madeline, Bilderbuchserie von Ludwig Bemelmans
- Magdalena, Volksstück von Ludwig Thoma (1912)
- Magdalene (Lene) Nimptsch, Hauptfigur in Irrungen, Wirrungen von Theodor Fontane